# Exil (jeu de rôle)
Exil est un jeu de rôle français d'inspiration steampunk publié par les éditions UbIK en 2005.

## Histoire
Il y a plusieurs milliers d'années, des hommes furent arrachés à leur monde natal par une antique race de voyageurs interstellaires appelés les Anciens. Destinés à  servir d'esclaves ils furent emmenés sur une lointaine lune aquatique afin d'y construire un gigantesque sanctuaire à la gloire de leurs nouveaux maîtres. Mais les Anciens étaient une race déclinante, leur nombre et leur puissance diminuant inéluctablement, et, il y a 1800 ans les humains se révoltèrent, précipitant la chute de leurs maîtres. Sur les ruines des tombeaux des Anciens, ils bâtirent Exil, leur unique refuge sur ce monde inhospitalier.

## Description de l'univers de jeu
Le jeu est principalement centré sur la ville d'Exil, gigantesque structure verticale jaillissant au milieu des eaux qui recouvrent la quasi-totalité de la lune sur laquelle elle est bâtie. Au moment où le jeu se passe, Exil possède un niveau technologique et une structure sociale proche de celui du début du XXe siècle. C'est un endroit surpeuplé, baignant dans l'obscurité et en proie à une modernisation omniprésente et souvent brutale.
Le jeu laisse le choix d'interpréter n'importe quel type de personnage exiléen, mais les thèmes abordés dans le livre de règles sont principalement centrés sur les luttes de pouvoir entre les factions qu'abritent la cité ainsi que les mystères que les Anciens ont laissé dans son sous-sol.   